# 红旗报
《红旗报》是斯巴达克同盟和德国共产党的机关报。
报纸的名字来源于社会主义工人运动的广泛象征——红旗。早在1876年，德意志帝国时期，就有一本名为《红旗报》（Die Rote Fahne）的杂志，先后作为小册子和周报出版。出版商是当时社会民主党党员和帝国议会议员威廉·哈塞尔曼。
1918年，卡尔·李卜克内西和罗莎·卢森堡以斯巴达克同盟机关报的形式发行了《红旗报》。德国共产党建立后，德国共产党将该报作为党报。1933年后，纳粹德国政权查封了红旗报，但该报仍在地下继续发行。
自1970年代以来，各个社会主义团体或小党派都以《红旗报》的名义重新发行印刷品。

## 创始阶段

### 政治背景
《红旗报》是在第一次世界大战结束时德国政局动荡的时期创立的。1918 年 11 月 9 日，十一月革命扩展至德国首都柏林，革命工人向霍亨索伦宫进发，卡尔·李卜克内西以俄国十月革命所诞生的苏维埃共和国为蓝本，宣布成立“社会主义共和国”。不久后，马克斯·冯·巴登亲王宣布德皇退位，帝国总理的职位移交给社会民主党主席弗里德里希·艾伯特时，菲利普·谢德曼宣布了资产阶级议会制的“德意志共和国”。新成立的临时政府，即人民代表委员会，由来自社会民主党和独立社会民主党的三名代表组成。卡尔·李卜克内西和罗莎·卢森堡批评了社会民主党采取的措施，并指责他们的主要政客背叛革命，与帝国军队合作，以便保留部分君主制时期的权力结构。事实上，在与最高陆军司令部司令威廉·格罗纳将军的一次秘密电话交谈中，艾伯特获得了德国军队的支持，以阻止革命。作为回报，他向德国军队保证在军事和行政部门保留旧结构。在这种背景下，斯巴达克同盟作为卡尔·李卜克内西和罗莎·卢森堡领导的社会民主党左翼，拒绝与社会民主党合作，并继续宣传革命。

### 报纸创立
1918年11月6日，《紅旗報》編輯部遭到士兵攻擊，起因為在柏林的左派遊行引起士兵們的不滿，士兵們視反對戰爭的社會主義人士為叛國者、破壞軍隊名聲、造成戰敗的罪魁禍首，雙方發生衝突的同時，士兵們也攻進了《紅旗報》的編輯部。11月9日晚，革命工人占领了保守派报纸《柏林地方公报》的编辑部，并宣布该报为无产阶级的财产。虽然后来第一版尚未采用《红旗报》的刊名，沿用了《柏林地方公报》的即印标题，但在11月10日一期已经包含了斯巴达克团的核心政治要求，包括：解除军警武装并武装人民群众、解散议会和政府并由全德国人民选举工人和士兵委员会、废除所有王朝等。
对于该报占领是在罗莎·卢森堡的反对下发生的，斯巴达克团只控制了该报两天。在忠于政府的单位驱逐编辑部后，《柏林地方公报》于11月11日以旧形式再次出版。
同一天，斯巴达克团（Spartakusgruppe）决定更名为斯巴达克同盟，赋予其独立革命政党组织的地位。《红旗报》开始出版。其编辑主要由卡尔·李卜克内西、罗莎·卢森堡、奥古斯特·塔尔海默、保罗·列维、保罗·兰格和弗里茨·鲁克担任。
由于无法立刻找到乐意为斯巴达克同盟工作的印刷商，第三期只能于11月18日发行。随后在德累斯顿、基尔和莱比锡设立了办事处，并为报纸制定了革命性的指导方针。12月14日，斯巴达克同盟的官方计划随后出台，该计划强调了即将召开的魏玛国民议会与“议会权力”（德语：Rätemacht）之间的鲜明对比。
1919年1月1日，德国共产党成立。《红旗报》成为党的机关出版刊物。后来《红旗报》一再遭受魏玛镇压。由于纸张的定量分配，每期通常只能打印四版，有时仅能打印打印。编辑部也于1918 年12月6日、7日和13日被士兵占领。
1919 年，革命工人、士兵与由古斯塔夫·诺斯克招募的右翼极端主义的自由军团之间的冲突几乎达到了内战的程度。在柏林，独立社会民主党党员、柏林警察局长埃米尔·艾希霍恩被解职后，革命者组织了一场总罢工，导致了斯巴达克同盟起义。在此过程中，革命者与政府间爆发了激烈的战斗，尤其是在柏林报区，革命者们摧毁了社会民主党机关报《前进报》编辑部。
1月12日，斯巴达克同盟起义被反革命部队残酷镇压，《红旗报》主编卡尔·李卜克内西和罗莎·卢森堡被捕遇害。1月15日，《红旗报》再次被魏玛当局查封，大量印出来的杂志被没收，许多编辑被捕，逃亡或隐匿。

## 魏玛时期

### 1933年前报纸的历史
1919 年2月3日，《红旗报》被允许重新出现，但又于3月和4月遭到禁令。之后，报纸经常被封禁八到十四天，1923年10月至1924年3月间，报纸被长期封禁。在封禁期间，印刷商以其他刊名印刷和出版《红旗报》，比如《红色风暴的旗帜》（德语：Rote Sturmflagge》和《革命的旗帜》（德语：Die Fahne der Revolution）。这些地下刊物是在秘密场所分发的，其中60%流向了工厂与企业，其余的则分布在住宅区。曾于1924年任德国共产党主席的赫尔曼·雷梅勒（Hermann Remmele），于1923-1926年间成为该报的主编。
1926年，《红旗报》的出版社和编辑部搬进了位于柏林米特区的卡尔·李卜克内西大楼。由于工程扩建，这栋大楼直到1928年7月才完全可以使用。在 地下室里，有一台现代滚轮印刷机，专门用于印刷《红旗报》。
1933年2月23日，阿道夫·希特勒领导的纳粹党掌权后，卡尔·李卜克内西大楼被冲锋队占领，后于2月24日正式关闭，但《红旗报》未被取缔。

### 1933年前报纸的组织
《红旗报》的副标题在1918年12月30日前是“斯巴达克同盟中央机关报”（德语：Zentralorgan des Spartakusbundes），此后至1920年9月19日是“德国共产党中央机关报（斯巴达克同盟）”（德语：Zentralorgan der Kommunistischen Partei Deutschlands (Spartakusbund）），之后是“德国共产党中央机关报”（第三共产国际支部）”（德语：Zentralorgan der kommunistischen Partei Deutschlands (Sektion der III. Kommunistischen Internationale））。

### 1933年前报纸的发行与流通
《红旗报》的第三期发行量已超过15000份，1920年10月超过30000份，1932年发行量超过 130000份。起初，《红旗报》主要是通过有组织的街头贩卖与分发，很快就出现了固定的订阅者群体。在1932年，订阅《红旗报》每周花费60芬尼，每月花费2.60马克。
除了德国共产党的中央机关报《红旗报》之外，在1920年代还有一些作为德国共产党地方报纸的分支，如《慕尼黑红旗报》《卢萨蒂亚红旗报》《威斯特伐利亚红旗报》和《西里西亚工人报》等。

### 1933年前报纸的出版与内容
在1926年前，第一期每期有四版。
从1926年开始，版数增加到平均12到14页。
从1921年1月1日起，《红旗报》除了周日周一出版一期，每天出版两期。
从1922年12月31日起，除周一外，每天出版一期。
从1924年3月1日起，每天一期。
从1928年8月到1933年纳粹党掌权前，每天一期，周一除外。
从1933年至1942年“国家社会主义”时期，出版数量和范围视情况而定。
1933年以前，头版多展示显著的图片，从1924年开始部分采用红黑全版印刷，并频繁使用政治漫画。扉页的设计主要由插画家海伦·恩斯特（德语：Helen Ernst）负责，乔治·格罗斯，以及约翰·哈特菲尔德也参与了扉页设计，包括至今仍广为人知的插画。
除了广泛的日常政治板块外，1920年代初期还设立了文艺专栏 ，增加了工人通讯。从1930年开始定期举办“亮红运动”（德语：Glosse Roter Sport）。报载关于每日广播节目和无产阶级电影部分的信息发挥了重要作用。在《你感兴趣的光泽度》（德语：Glosse Was dich interessiert）中，报纸以易于理解的形式，为工人解答技术和医疗问题。在自我教育角（德语：die Selbstbildungsecke）中，工人可以学习党史和马克思主义理论。
除日报外，报纸上还出现了许多特定主题的特别增刊，包括：《无产阶级妇女论坛报》（德语：Tribüne der proletarischen Frau）、《劳动妇女》（德语：Die werktätige Frau）、《为了无产阶级青年》（德语：Für die proletarische Jugend）、《经济调查》（德语：Wirtschaftsrundschau）、《文献综述》（德语：Literatur-Rundschau）（于1931年创办）、《红色之拳》（德语：Die rote Faust），《共产主义者》（德语：Die Kommunistin）、《共产主义工会主义者》（德语：Der kommunistische Gewerkschafter ）和《阶级正义—柏林-勃兰登堡红色援助组织通讯》（德语：Klassenjustiz–Mitteilungen der Roten Hilfe Berlin–Brandenburg）等。此外，出版商还出版了《红星》（德语：Der Rote Stern）杂志 。

## 纳粹德国时期
1933年1月后，《红旗报》是为数不多的在国家社会主义工人党上台后不久继续出现的社会主义报纸之一。1933年2月28日出台的《德国国会纵火法令》，是“防止威胁国家的共产主义暴力行为”的紧急法令，因此，对人身自由的限制被宣布为合法。然而直到1942年，《红旗报》继续出现在反法西斯抵抗运动中。它于1935年在布拉格出版，1936年至 1939年在布鲁塞尔出版。随着第二次世界大战爆发，常规印刷结束。在这些年的过程中，印刷数量减少，印刷品的质量也有所下降。

## 二战后

### 四十年代
1945年后，《红旗报》几十年来都没有以这个名字存在。在苏军占领地区的德国共产党出版了《德国人民日报》（德语：Deutsche Volkszeitung）作为其机关刊物。1946年，德国共产党和德国社会民主党合并为德国统一社会党，原德国共产党机关刊物改称《新德意志报》（德语：Neues Deutschland），成为德国统一社会党的机关刊物。

### 冷战时期
随着1968年政治运动，在联邦德国出现了几个旨在建立新的共产党、意识形态不同的新左派团体。被广泛认为是德国共产党的继任者的德国的共产党出版了《我们的时代》。除此之外，德国各地还成立了各种相互竞争的小共产党，即所谓的K-gruppen。每个团体都持有不同的共产主义意识形态，比如有毛泽东主义、斯大林主义、托洛茨基主义等等。在这些团体中，1970 年代有各种名为《红旗报》的报纸项目。德国共产党/马列及其前身组织德国共产主义工人联盟（德语：Kommunistischer Arbeiterbund Deutschlands）自 1970年以来一直在出版报纸《红旗报》，自1990 年代中期以来一直在运行网站 rf-news.de 。
德国共产党（组织）（德语：Kommunistische Partei Deutschlands (Aufbauorganisation)）和德国共产党 (1990年)也都出版了《红旗报》，并声称其报纸是罗莎·卢森堡和卡尔·李卜克内西所创办的官方延续。